# أشلي جيلبرتسون
أشلي جيلبرتسون (بالإنجليزية: Ashley Gilbertson)‏ هو صحفي ومصور أمريكي، ولد في 22 يناير 1978 في ملبورن في أستراليا.